# 北桧山ラジオ中継局
北桧山ラジオ中継局（きたひやまラジオちゅうけいきょく）は、北海道檜山管内北部にあるラジオ中継局である。同地域に置かれている今金ラジオ中継局（いまがねラジオちゅうけいきょく）もこの項目で解説する。

## 概要
当中継局は、久遠郡せたな町北檜山区と瀬棚郡今金町に置かれ、檜山管内北部に電波を発射している。

### NHK中波放送
ラジオ第1および第2は今金町に置かれていおり、今金ラジオ中継局と呼ぶ。両放送とも日本独自の小電力専用チャンネル「Rチャンネル」が割当られている。

### NHK超短波ラジオ放送
NHK-FMはせたな町北檜山区にある北桧山テレビ中継局に併設されている。

### 北海道放送
1991年（平成3年）10月に開局した。難聴地域の解消と地域密着の体制づくりが目的である。

### STVラジオ
1991年（平成3年）10月に札幌テレビ放送が開局させ、子会社のSTVラジオに放送免許を譲渡し、2005年（平成17年）10月より放送を引き継いだ。施設の保守・管理は札幌テレビ放送が担当している。

## 中継局送信施設概要

### FMラジオ中継局
| 周波数 （MHz） | 放送局名   | 空中線 電力 | ERP  | 放送対象地域          | 放送区域 内世帯数 | 偏波面   | 中継局置局住所                                      |
| -------------- | ---------- | ----------- | ---- | --------------------- | ----------------- | -------- | --------------------------------------------------- |
| 86.0           | NHK 函館FM | 100W        | 260W | 道南圏 （渡島・檜山） | 不明              | 水平偏波 | 久遠郡せたな町北檜山区小川 （北桧山テレビ中継局内） |

### AMラジオ中継局
| 周波数 （kHz） | 放送局名    | コールサイン | 空中線 電力 | 放送対象地域         | 放送区域 内世帯数 | 中継局置局住所                    |
| -------------- | ----------- | ------------ | ----------- | -------------------- | ----------------- | --------------------------------- |
| 882            | STVラジオ   | なし         | 100W        | 北海道               | 不明              | 久遠郡せたな町 北檜山区丹羽       |
| 1098           | 北海道放送  | JOFN         | 100W        | 北海道               | 不明              | 久遠郡せたな町 北檜山区丹羽       |
| 1161           | NHK 函館第1 | なし         | 100W        | 道南圏（渡島・檜山） | 不明              | 瀬棚郡今金町 神丘字北一線西十三号 |
| 1539           | NHK 函館第2 | なし         | 100W        | 全国放送             | 不明              | 瀬棚郡今金町 神丘字北一線西十三号 |

## その他
北海道胆振東部地震のブラックアウトの影響を受け、2018年（平成30年）9月6日19:12から19:20、翌7日10:29から10:33の間、それぞれ民放局1局が停波した。